# Вьятри, Лукас
Лу́кас Эсекье́ль Вья́три (исп. Lucas Ezequiel Viatri; род. 29 марта 1987, Буэнос-Айрес) — аргентинский футболист, нападающий.

## Биография
Лукас Вьятри является воспитанником академии «Бока Хуниорс». В 2007 году он отправился в аренду в эквадорский «Эмелек», где дебютировал в чемпионате Эквадора и Кубке Либертадорес. Во второй половине того же года играл на правах аренды за венесуэльский «Маракайбо». В следующем году он вернулся в «Боку Хуниорс», где 17 мая 2008 года дебютировал в матче с «Расингом», завершившемся победой «генуэзцев» 2:1. 25 мая вышел на замену за 10 минут до конца матча с «Велес Сарсфилдом» и забил свой первый гол в команде, сделав счёт 1:1. В своём дебютном сезоне Вьятри носил футболку с 34-м номером.
16 августа 2008 года Лукас забил гол в ворота испанской «Барселоны» в матче на Трофей Жоана Гампера, в котором его команда проиграла со счётом 2:1.
Несколько дней спустя, 24 августа 2008 года, Мартин Палермо порвал связки, из-за чего он выбыл из строя на шесть месяцев. Следовательно, Вьятри получил место в стартовом составе вместо Мартина. Он вышел в стартовом составе в ответном матче Рекопы Южной Америки 2008 против «Арсенала», который закончился вничью 2:2, а «Бока» завоевала трофей, выиграв по сумме двух матчей со счётом 5:3. 31 августа он забил гол в победном матче против «Уракана». Затем, 25 сентября, в матче против «Ньюэллс Олд Бойз» стал лучшим игроком встречи, забив гол и отдав голевую передачу. Свой четвёртый гол в официальных матчах он забил в матче против «Эстудиантеса», закончившемся поражением его команды со счётом 2:1. 19 октября 2008 года забил важный гол в «суперкласико» против «Ривер Плейта», принеся своей команде победу со счётом 1:0. Неделю спустя в матче против «Росарио Сентраль» он также отметился голом, забив головой. Во время Апертуры 2008 Лукас стал игроком основного состава и помог своей команде завоевать чемпионский титул, забив 8 голов, последний из которых забит 20 декабря в матче против «Сан-Лоренсо» из Альмагро.
30 июля 2009 года во время товарищеского турнира Audi Cup Лукас сравнял счёт в матче за 3-е место против итальянского «Милана», проходившем на «Альянц Арене» в Мюнхене. Основное время встречи завершилось со счётом 1:1, после чего была назначена серия послематчевых пенальти, в которой со счётом 4:3 верх одержала «Бока». Сам Лукас в этой серии отметился точным ударом.
Летом 2009 года Лукас был очень близок к переходу в московский «Локомотив» и итальянскую «Сиену». Цена каждого из возможных трансферов оценивалась примерно в 5 миллионов евро.
После ухода Мартина Палермо Лукас получил футболку с 9-м номером. 16 октября в матче Апертуры 2011 против «Бельграно» он разорвал передние связки левого колена после того, как попытался избежать столкновения с рекламными щитами. В результате полученной травмы Лукас выбыл из строя на 8 месяцев. 20 мая 2012 года он вернулся к игре во втором тайме матча против «Расинга». В этом матче, после навеса Хуана Санчеса Миньо, Лукас забил свой первый гол в 2012 году и в Клаусуре, переиграв в воздухе вратаря Себастьяна Саху.
В Инисиале 2012 Лукас стал игроком стартового состава, после того как главный тренер Хулио Сесар Фальсьони поставил его в пару с Сантьяго Сильвой. Он забил гол в финале Кубка Аргентины 2011/12, в котором «Бока» одержала победу над «Расингом» со счётом 2:1.
В январе 2013 подтвердилась информация о том, что «Бока» и «Ланус» пытались достичь соглашения о переходе игрока. В 2014 году перешёл в китайский «Шанхай Шэньхуа». В 2015 году на правах аренды играл за «Банфилд». В 2016—2017 годах выступал за «Эстудиантес». С 2017 года выступает за уругвайский «Пеньяроль».
В новогоднюю ночь 2018 года, во время празднования Нового года, футболист пострадал во время запуска фейерверков. Две петарды попали ему в лицо, и Лукас почти лишился зрения.

### Международная карьера
Лукас дебютировал в составе сборной Аргентины 20 апреля 2011 года в товарищеском матче против сборной Бразилии, в котором в составе «альбиселесты» принимали участие только игроки, выступающие в чемпионате Аргентины.

## Уголовная ответственность
В 2008 году, перед дебютом в «Боке Хуниорс», Лукас был задержан на 30 дней по обвинению в совершении вооружённого ограбления парикмахерской. Он был передан в суд и представлен к судебному разбирательству. Во время слушаний футболист согласился на условное освобождение и, следовательно, не был осужден в совершении преступления.
В 2009 году суд, который разбирался с его делом, постановил, что он не может выезжать за пределы Аргентины, до того как не закончится его условное освобождение, следовательно, это помешало его возможному переходу в зарубежный клуб.

## Статистика
| Клуб             | Сезон            | Лига | Лига  | Кубок | Кубок | Междунар. | Междунар. | Всего | Всего |
| Клуб             | Сезон            | Игр  | Голов | Игр   | Голов | Игр       | Голов     | Игр   | Голов |
| ---------------- | ---------------- | ---- | ----- | ----- | ----- | --------- | --------- | ----- | ----- |
| Бока Хуниорс     | 2008             | 2    | 1     | -     | -     | -         | -         | 2     | 1     |
| Бока Хуниорс     | 2008/2009        | 28   | 9     | -     | -     | 7         | 0         | 35    | 9     |
| Бока Хуниорс     | 2009/2010        | 22   | 4     | -     | -     | 1         | 0         | 23    | 4     |
| Бока Хуниорс     | 2010/2011        | 28   | 7     | -     | -     | -         | -         | 28    | 7     |
| Бока Хуниорс     | 2011/2012        | 15   | 4     | 2     | 1     | 4         | 0         | 21    | 5     |
| Бока Хуниорс     | 2012/2013        | 15   | 3     | -     | -     | 2         | 0         | 17    | 3     |
| Бока Хуниорс     | Всего            | 110  | 28    | 2     | 1     | 14        | 0         | 127   | 29    |
| Всего за карьеру | Всего за карьеру | 110  | 28    | 2     | 1     | 14        | 0         | 127   | 29    |

## Достижения
- Чемпион Аргентины (2): Апертура 2008, Апертура 2011
- Обладатель Кубка Аргентины (1): 2011/12
- Чемпион Уругвая (2): 2017, 2018
- Финалист Кубка Либертадорес (1): 2012
- Обладатель Рекопы (1): 2008